# Serica kubotai
Serica kubotai är en skalbaggsart som beskrevs av Kobayashi 1983. Serica kubotai ingår i släktet Serica och familjen Melolonthidae. Inga underarter finns listade i Catalogue of Life.